# Брус Бојтлер
Брус Алан Бојтлер (IPA: ; 29. децембар 1957) амерички је имунолог и генетичар. Заједно са Жилом А. Офманом, биологом из Луксембурга, добио је половину новчаног износа Нобелове награде за физиологију или медицину за 2011. за "открића у области активирања урођеног имунитета". Друга половина награде припала је Ралфу М. Стајнману, канадском имунологу и ћелијском биологу за "откриће дендритских ћелија и њихове улога у адаптивном имунитету").
Бојтлер је директор Центра за генетику и одбрану домаћина (енгл. Center for the Genetics of Host Defense) на Југозападном медицинском центру Универзитета у Тексасу (енгл. University of Texas Southwestern Medical Center) у Даласу, Тексас. Био је професор и шеф катедре за генетику на Истраживачком институту Скрипс (енгл. The Scripps Research Institute) у Ла Хоји (енгл. La Jolla), у Калифорнији, САД.

## Живот и каријера
Брус Бојтлер рођен је 29. децембра 1957, у Чикагу, Илиноис, у породици јеврејског порекла, од оца, универзитетског професора Ернеста Бојтлера, хематолога и медицинског генетичара и мајке енгл. Brondelle May Fleisher новинара. Између 1959. и 1977, Бојтлер је живео у Јужној Калифорнији где је у Политехничкој школи у Пасадени стекао основно образовање. На Колеџу Универзитета Калифорнија у Сан Дијегу, дипломирао је 1976. у 18 години живота.
Брус је у раном детињства стекао склоност ка научним истраживањима у генетици боравећи често, као дете, у очевој лабораторији. Његов отац Ернест Бојтлер, хематолог и медицинске генетичар, такође је био професор и председник Одељења у истом оном истраживачком институту у коме ће касније радити и Брус. Дани проведени у очевој лабораторији, према Брусовом казивању определили су га на студије генетике и биохемије,
| „ | Од 7 година или тако некако, желео сам да будем биолог, и ништа друго. Чак и сада, тешко је да замислим себе у остваривању другојачије каријере... Моје интересовање за биологију је толико нарасло да сам био фасциниран природом, животињама посебно. Способност атома и молекула да се окупе у жива бића, обдарена свешћу, вољом, покретљивошћу, за мене је изгледало много више од збира саставних делова, и инспирисало ме је до страхопоштовање. „Молекуларна биологија“ била је прва област коју сам желео да разумем, а Ватсонова „молекуларна биологија гена“, коју сам прочитао још као средњошколац, подстакла ме је на студије генетике и биохемије.“ | ” |

Своја прва истраживања из биологије, као четрнаестогодишњак, Бојтлер је започео прво у лабораторији свог оца, у којој је научио да „очисти протеине“, као и да открије карактеристике еритроцитних ензима. Даља истраживања, до 18 године и одласка на студије медицине, Бојтлер је наставио у лабораторији Сусуми Охно, генетичара сисара, познатог по радовима о еволуцији, структури генома, и сексуалној диференцијацији. Потом у лабораторијама Аврама Брајде, стручњака за биологију липополисахарида и Патриције Спар, ауторитета у области истраживања херпес симплекс вируса. Рад у овим установама омогућио је Бојтлеру да изврши опсежна истраживање липополисахарида и херпесвируса, првенствено с циљем бољег разумевање урођене отпорности домаћина на инфективне болести, често називане урођени имунитет.
На предлог оца, Бојтлер је на Медицински факултет Универзитета у Чикагу, са посебним интересовањем, изучавао физиологију, патологију, фармакологију, од 1977. до 1981. и у 23 години стекао диплому доктора медицине. По дипломирању Бојтлер је завршио обавезни лекарски стаж и годину дана провео на неурологији у Југозападном Медицинском центру Универзитета у Тексасу, Далас.
Ношен жељом да се посвети научном раду, почетком 1983, Бојтлер присуствује последипломској настави на факултетима Рокфелеровог Универзитета и у лабораторији енгл. Anthony Cerami. Током 1985. постао је доцент на Рокфелеровом Универзитету и лекар сарадник у Рокфелеровој Универзитетској болници, између 1984. и 1986.
Поново се 1986. вратио у Југозападни Медицински центар Универзитета у Тексасу, као доцент на Катедри за интерну медицину и асистент истраживач у ХХМИ-у (енгл. Howard Hughes Medical Institute), где се задржао на раду 14 година. У том периоду именован је за ванредног професора и сарадника истраживача ХХМИ-а 1990. и редовног професора 1996.
Године 2000. преселио се у Истраживачки институт Скрипс у Ла Хоји, Калифорнија, на место професор на Одељењу за имунологију. Године 2007, постао је председник новоформираног Одељење за генетику на Скрипсу, да би се 2011. поново вратио у Југозападни Медицински центар Универзитета у Тексасу, овога пута на место директора Центра за генетику и одбрану домаћина.
Бојтлер је био ожењен Барбаром Бојтлер (рођеном Ланзл) са којом је осам година живео у браку до развода 1988. Бојтлер има три сина: Данијела (рођ. 1983), Елиота (рођ. 1984), и Џонатана (рођ. 1987), који нису пошли очевим стопама - научника. Бојтлер и два његова сина су велики љубитељи музике Јохана С Баха и барокне музике.

## Допринос науци
Научници су већ дуги низ година у потрази за чуварима имуног одговора којим се човек и друге животиње бране од напада бактерија и других микроорганизама. Захваљујући истраживањима Бруса Бојтлер и Жилу Офману откривени су протеински рецептора који могу да препознају такве микроорганизме и активирају урођени имунитет, као први корак у имуном одговору организма. Њихов рад је отворио нове путеве развоја превенције и терапије инфекција, рака и инфламаторних обољења.
Најважнији научних достигнућа Бруса Бојтлера  која су остварена секвенцијално између 1984. и 1998, и била тесно повезана једно са другима била су:
- изолација мишјег фактора некрозе тумора (ТНФ), и откриће његових инфламаторних својства,
- откриће рекомбинантних инхибитора за (ТНФ), који се сада широко користе за лечење запаљенских болести,
- откриће рецептора за липополисадхариде (ЛПС), који је показао како се сисари супротстављају инфекцији, и како почињу неке запаљенске болести.

Свако од ових открића било је утемељено на истраживању урођеног имунитета: способности вишећелијских организама да се супротстави инфекцији.
У наредној фази истраживања Бојтлер се више ослањао на генетику и о овим и даљим истраживањима овако пише у једној од аутобиографија;
| „ | У раним 1990-их, прво сам прихватио класични генетички приступ проучавању урођеног имунског одговора. Филозофија генетике је она у којој је хипотеза у истраживању откривање одступања изазваних мутацијом. Користећи генетику желео сам да дам одговоре на питања о имунитету сисара, што је било откровење за мене, и генетика ће вероватно бити у основи мог рада до краја мог живота. | ” |

Најновија истраживања Бруса Бојтлера првенствено су била усмерена на истраживању рецептора на које се везују бактеријски производи, липополисахариди (ЛПС), што може изазвати септички шок и угрозити живот у условима претеране стимулације имунског система.
Године 1998, Бојтлер и његове колеге су открили да су мишеви отпорним на (ЛПС) имали мутације гена која су биле веома сличне Toll- гену воћне мушици. Овај ген, као и Toll-рецептори (ТЛР) испоставило се да су пријемчиви рецептори за липополисахариде (ЛПС). Када се везује (ЛПС), активирају се сигнали који изазивајући запаљење, а када је појава (ЛПС) превелика, септички шок. Ова открића су показала да сисари и мушице користе сличне молекуле да активирају урођени имунитет у присуству патогених микроорганизама. Овим истраживањима Бојтлер и сарадника коначно су откривени сензори урођеног имунитета.
Откриће Бојтлера и Офмана изазвало је „експлозију“ истраживања урођеног имунитет. Око десетак различитих Toll-липопополисахаридних рецептора (ТЛРс) је до сада идентификовано код људи и мишева. Сваки од њих препознаје одређене врсте молекула уобичајен за одређени микроорганизам. Појединци са одређеним мутацијама у овим рецепторима носе повећан ризик од инфекција, док су код други генетичке варијанте (ТЛРс) повезане са повећаним ризиком за хроничне запаљенске болести.
Ова открића Бојтлера и сарадника са којима је он поделио Нобелову награду на равне части, створила су могућност за даљи развој нових метода за спречавање и лечење болести, нпр. побољшане вакцине против инфекција и покушај стимулације имунског система да нападне тумор. Ова открића, такође ће нам помоћи да схватимо зашто имунски систем може да нападне наша ткива, чиме се обезбеђују и нове методе у лечењу инфламаторних (аутоимуних) болести.
У току свог рада, Бојтлер и његове колеге идентификовале су и гене важне у другим биолошким процесима, укључујући и регулацију апсорпције гвожђа, слуха, и ембрионалног развоја, јер њихови поремећаји код високо потентних мутагена (ENU) могу изазвати упадљиво ненормалне форме видљивих фенотипова.

## Награде и признања
- 1994: Награда америчке федерације за клиничка истраживања[11]
- 2004: Награда „Роберт Кох“[12] заједно са Жилом А. Офманом и Акиром Шизуом.
- 2006: Награда „Вилијам Б. Коли“[13] са Акиром Шизуом.
- 2007: Награда „Балцан“[тражи се извор] са Жилом Офманом.
- 2007: Почасни доктор Техничког универзитета у Минхену[14]
- 2007: Награда „Фредерик Б. Банг“[15]
- 2008: Члан Националне академије наука[14]
- 2009: Награда Медицинског центра Олбани[16]
- 2011: Шоова награда, заједно са Жилом Офманом и Русланом, М. Медхитовим[17]
- 2011: Нобелова награда за физиологију или медицину заједно са Жилом Офманом и Ралфом Стајнманом[3]